# واسانتا مولای
واسانتا مولای (به هندی: Vasantha Mullai) (انگلیسی: Spring jasmine) فیلم اکشن دلهره‌آور روان‌شناختی هندی تامیل-زبان، محصول سال ۲۰۲۳ است که توسط رامان پوروشوتاما نوشته و کارگردانی شد، این فیلم توسط راجانی تالوری و رشمی منون زیر نظر شرکت‌های اس‌آرتی انترتینمنت و شرکت فیلمسازی مودرا ساخته شد. بازیگران اصلی، بوبی سیمها و کشمیرا پاردشی هستند که نقش‌های محوری را بر عهده داشتند.